# جورج آيكن
جورج آيكن (بالإنجليزية: George Aiken)‏ مواليد 20 أغسطس 1892 في دوميرستون - الوفاة 19 نوفمبر 1984، كان 

## روابط خارجية
- جورج آيكن على موقع إن إن دي بي (الإنجليزية)